# جيري غلانفيل
جيري غلانفيل (بالإنجليزية: Jerry Glanville)‏ هو مالك فريق ناسكار ‏ أمريكي، ولد في 14 أكتوبر 1941 في بيريسبورغ في الولايات المتحدة.

## وصلات خارجية
- جيري غلانفيل على موقع Racing-Reference.info (الإنجليزية)
- جيري غلانفيل على موقع ميوزك برينز (الإنجليزية)